# Fábrica de Automóviles Sport
Fábrica de Automóviles Sport SA, kurz F.A.A.S., war ein argentinischer Hersteller von Automobilen.

## Unternehmensgeschichte
Das Unternehmen aus Buenos Aires begann 1975 mit der Produktion von Automobilen. Der Markenname lautete GPA, kurz für Galluzzi, Pruden Automóviles. Rodolfo Iriarte war der Konstrukteur. Im gleichen Jahr endete die Produktion. Nur wenige Fahrzeuge wurden verkauft.

## Fahrzeuge
Das einzige Modell war die Nachbildung des Alfa Romeo 6 C 1750 von 1929. Der Vierzylindermotor mit 80 mm Bohrung, 80 mm Hub, 1608 cm³ Hubraum und 100 PS Leistung stammte vom Fiat 125. Der zweitürige Roadster bot Platz für zwei Personen. Die Karosserie bestand teilweise aus Stahl und teilweise aus Fiberglas.